# Michał Despot-Zenowicz
Michał Despot-Zenowicz (Deszpott-Zienowicz / Deszpott z Bratoszyna Zenowicz / Zenowicz) herbu Deszpot (ur. 1768, zm. 1841) – działacz polityczny i społeczny, pamiętnikarz, wolnomularz, poseł na Sejm Wielki, członek Zgromadzenia Przyjaciół Konstytucji Rządowej, powstaniec kościuszkowski, marszałek dokszycki, podkomorzy borysowski, marszałek borysowski (1811-1814), generalny komisarz przy marszałku Francji Davout (1812), marszałek guberni mińskiej (1814-1823).

## Życiorys
Ojciec Michała Zenowicza, Antoni Despot Zenowicz, był podkomorzym połockim (od 1765) r., a przedtem wojskim połockim i posłem na sejm elekcyjny 1764 roku. Matka, Eleonora-Magdalena z domu Skarbek-Ważyńska herbu Habdank (zm. w/po 1792), była córką podkomorzego oszmiańskiego Marcina Ważyńskiego, dziedzica Murowanej Oszmiany, i Marianny z Nagurskich. Eleonora Skarbek-Ważyńska od 1759 była kanoniczką warszawską. W Zgromadzeniu przebywała do 1764, kiedy poślubiła Antoniego Zenowicza. Michał miał brata Jerzego – pułkownika sztabu wojsk cesarsko-francuskich, hrabiego cesarstwa francuskiego, publicystę (bezdzietnego) oraz pięć sióstr: 1) Teklę, żonę księcia Jana Mirskiego, podkomorzego; 2) Kunegundę, żonę Wincentego Prószyńskiego; 3) Maryannę (Marię), żonę Wincentego/Ignacego Dmochowskiego wicemarszałka oszmiańskiego (rodziców malarza Wincentego Dmochowskiego); 4) Eleonorę, żonę Edwarda Kiełpsza; 5) Weronikę, żonę Michała Wazgirda.
Karierę polityczną i działalność publiczną Michał Despot-Zenowicz rozpoczął w 1787 roku, kiedy został wybrany deputatem z województwa połockiego do Asesorii Wielkiego Księstwa Litewskiego. W 1790 roku został posłem z woj. połockiego na Sejm Wielki (1788-1792). W 1791 zaangażował się w agitację na rzecz Konstytucji. Został członkiem Zgromadzenia Przyjaciół Konstytucji Rządowej. Wybrany z klubu do deputacji sejmowej w sprawie starostw (m.in. wraz z Protem Potockim, Józefem Zajączkiem, Sobolewskim, Wawrzeckim, Straszem). Dzięki staraniom posłów Michała Zenowicza i Marcina Niemirowicza-Szczytta oraz rektora Szkoły Głównej Litewskiej Marcina Poczobutta-Odlanickiego w 1791 r. Komisja Edukacji utworzyła szkoły podwydziałowe w Uszaczu, który wówczas był stolicą okrojonego woj. połockiego.
Brał udział w powstaniu kościuszkowskim. Swoje wspomnienia z tego okresu opisał w „Kampanii Oddziału Wojsk Polskich pod Generałem Sierakowskim w roku 1794 odbytej”, które zostały przedstawione w na posiedzeniu publicznym Towarzystwa Królewsko-Warszawskiego Przyjaciół Nauk w Warszawie w 1819 r., a następnie opublikowane przez J. Kraszewskiego w Ateneum w 1840 roku i ponownie w serii Biblioteka Pamiętników i Podróży po dawnej Polsce w Dreźnie w 1871 r.
Michał Zenowicz jest również autorem wspomnienia „Nieszczęśliwa miłość Kościuszki. Nota przez Świadka naocznego napisana”. Jest to najdokładniejsza relacja dotycząca miłości Tadeusza Kościuszki do Ludwiki Sosnowskiej (później Lubomirskiej), córki hetmana polnego litewskiego Józefa Sosnowskiego i Tekli z Despot-Zenowiczów (rodzonej siostry Franciszka Despot-Zenowicza – dziadka Michała).
Po rozbiorach został obrany przez szlachtę na marszałka pow. dokszyckiego (1795-1797), a po likwidacji powiatu został podkomorzym borysowskim (1799-1802). W 1800 wspomniany jako pisarz asesorii litewskiej.
28 września 1811 roku został obrany na marszałka powiatu borysowskiego, gdzie znajdowały się jego majątki ziemskie. 20 lutego 1812 roku władze Uniwersytetu Wileńskiego mianowały go dozorcą honorowym szkół w pow. borysowskim. Na tej funkcji wspominany też w latach 1822,1823.
Marszałkiem borysowskim Zenowicz pozostał do 1814 r. W czasie kampanii francuskiej na Rosję w 1812 roku Michał Zenowicz wszedł w skład Komisji Tymczasowego Rządu Prowincji Mińskiej powołanej przez władze francuskie w lipcu 1812 r. Michał Zenowicz został obrany Generalnym Komisarzem przy marszałku Francji Louis Nicolas Davout, a prezesem Komisji został Michał Puzyna. Zenowicz wraz z Antonim Wańkowiczem został wyznaczony przez marszałka Davout do Wydziału I Żywności, której przewodniczył Ignacy Moniuszko. Po likwidacji Komisji 8 sierpnia 1812 Zenowicz pozostawał nadal na stanowisku generalnego komisarza przy marszałku Louis Nicolas Davout i był prefektem podprefektury pow. borysowskiego (od 27 lipca do końca sierpnia 1812). Na terenie pow. borysowskiego Zenowicz wspomagał generała Grouchy.
Na początku września 1814 Zenowicz na wyborach został obrany jednogłośnie na marszałka borysowskiego, ale urzędu nie objął (vacat po Zenowiczu objął Pius Tyszkiewicz), ponieważ na wyborach 7 września 1814, został wybrany na marszałka guberni mińskiej. Na kolejnych wyborach w 1817 i 1820 Michał Zenowicz ponownie był wybierany na marszałka guberni mińskiej. Po dojściu informacji o śmierci Tadeusza Kościuszki w 1817 r., Michał Zenowicz wystąpił z mową na uroczystościach upamiętniających Kościuszkę, które odbyły się w Katedrze w Mińsku 7–8 marca 1818 r.
Rzeczywisty członek Moskiewskiego Towarzystwa Rolniczego (1822). Radca stanu. Kawaler orderu św. Stanisława I klasy, Św. Włodzimierza IV klasy (1816) i św. Anny II klasy (1816).
Michał Zenowicz, jak większość ówczesnej elity, był wolnomularzem, członkiem lóż Pochodnia Północy w Mińsku (orator od 1818, mistrz loży/katedry 1819-1821), Góra Tabor, Szczęśliwe Wyzwolenie, Władysław Jagiełło, Świątynia Pokoju.

## Rodzina
W 1795 roku w Graużyszkach (do której to parafii należały dobra Wialbutów Niemirowiczów-Szczyttów) poślubił Annę Niemirowicz-Szczytt (córkę starosty witagolskiego Krzysztofa Niemirowicza-Szczytta, pana na Kożangródku, i Józefy z hr. Buttlerów). Anna była bratanicą kasztelana brzeskolitewskiego Józefa Niemirowicza-Szczytta, a siostrą marszałka dawidgródzkiego Józefa Niemirowicza-Szczytta i Ludwiki Niemirowicz-Szczytt, żony Ludwika Oskierki, a następnie Filipa Olizara.
Michał i Anna z Niemirowiczów-Szczyttów Zenowiczowie ufundowali w 1816 roku szpital dla włościan we wsi Słobodzie, należącej do ich dóbr Januszew w powiecie borysowskim.
W latach 20. XIX wieku u marszałkowej Anny z Niemirowiczów-Szczyttów Zenowicz pracowała jako guwernantka wychowanka Zofii Tyszkiewiczowej, Maria Colau – domniemana córka Napoleona I.
Anna z Niemirowiczów-Szczyttów Zenowicz zmarła w 1840 lub 1841 w Subocie (Słobodzie/Subotowie). Jej grobowiec znajdował się na cmentarzu katolickim w Głębokiem.
Michał Zenowicz z Anną z Niemirowiczów-Szczyttów mieli dzieci:
1. Ignacego, tłumacza Puszkina, poetę, dyrektora w ministerstwie spraw wewnętrznych i duchownych Królestwa Polskiego, żonatego z Michaliną Kąsinowską. Małżeństwo zakończyło się rozwodem, a Michalina wyszła za mąż za brata ciotecznego Ignacego Zenowicza, senatora hr. Narcyza Olizara (syna Ludwiki z Niemirowiczów-Szczyttów i Filipa Olizara). Ignacy był ojcem Leona Despot-Zenowicza, wychowanego w Paryżu, sekretarza gabinetowego Cesarza Napoleona III.
2. Jana, dziedzica dóbr Plisy i Psui, żonatego z Justyną Podbipietą, córką Romualda Podbipięty, marszałka szlachty, i Danielewiczówny.
3. Hieronima, porucznika wojsk rosyjskich, sędziego ziemskiego i prezydenta horysowskiego, dziedzica Zamocza, kawalera.
4. Ludwika.
5. Antoniego.
6. Józefę – zmarłą młodo[26].
7. Justynę, żonę Bezobrazowa, a następnie Władysławlewicza.
8. Wirginię, żonę prezydenta Jaźwińskiego.